# Szegi
 Szegi – wieś i gmina w północno-wschodniej części Węgier, w pobliżu miasta Tokaj.
Gmina leży na terenie Wielkiej Niziny Węgierskiej, a administracyjnie wchodzi w skład powiatu (węg. kistérség) Tokaj, należącego do komitatu Borsod-Abaúj-Zemplén i jest jedną z jego 11 gmin.